# セーシェルの行政区画
セーシェルは27の地区（District）に分かれている。地区は地方政府として機能し、管轄区域の発展を推進する義務を負う。議会は地区コミュニティ評議会（District community council）と呼ばれ、2か月ごとに開かれる。評議会議員の任期は2年、定員は12名で、地方自治を担当する社会問題・コミュニティ開発・スポーツ省の大臣が任命する。また地区は国民議会選挙および大統領選挙の選挙区としても用いられる。
島・諸島別の地区数
- マヘ島 - 22
  - 中央マヘ（グレーターヴィクトリア） - 8
  - 東マヘ - 4
  - 西マヘ - 4
  - 南マヘ - 3
  - 北マヘ - 3
- パーシヴィアランス島（ペルスヴェランス島）（英語版） - 2

- 大インナー諸島
  - プララン島 - 2
  - ラ・ディーグ島およびインナー諸島（ラ・ディーグ島、インナー諸島） - 1

上記に含まれない離島は一括りにされアウター諸島と呼ばれている。アウター諸島はどの地区にも所属しておらず、単独の選挙区は割り当てられていない。また議会を持っておらず、地区として扱われていない。パーシヴィアランス島は2002年より埋め立てが始まった島で、2011年に最初の住居の割り当てが始まり、2016年6月に選挙区として承認された。2つの地区が設置されているが、2020年総選挙ではパーシヴィアランス島は一つの選挙区として扱われた。

## 一覧

セーシェルの地区

地区の一覧。アウター諸島は地区ではないが、便宜上一覧に含めている。面積値は小数点第2位を四捨五入しているため、多少の誤差がある。
| #  | 名称                                                     | 原語名                              | 面積 (km2) | 人口 （2021年推計） | 所属島                      |
| -- | -------------------------------------------------------- | ----------------------------------- | ---------- | ------------------- | --------------------------- |
| 1  | グラシ                                                   | Glacis                              | 6.9        | 4,081               | 北マヘ                      |
| 2  | アンス・エトワール                                       | Anse Etoile                         | 6.0        | 5,015               | 北マヘ                      |
| 3  | ラ・リヴィエール・アングレーズ（イングリッシュ・リバー） | La Rivière Anglaise (English River) | 1.4        | 3,797               | 中央マヘ                    |
| 4  | ベル・エール                                             | Bel Air                             | 4.4        | 3,010               | 中央マヘ                    |
| 5  | モン・フルリー                                           | Mont Fleuri                         | 5.6        | 3,473               | 中央マヘ                    |
| 6  | ロッシュ・カイマン                                       | Roche Caïman                        | 1.5        | 2,952               | 中央マヘ                    |
| 7  | レス・マメール                                           | Les Mamelles                        | 1.7        | 2,765               | 中央マヘ                    |
| 8  | カスカード                                               | Cascade                             | 11.0       | 3,871               | 東マヘ                      |
| 9  | ポワント・ラ・リュ                                       | Pointe La Rue                       | 3.4        | 3,267               | 東マヘ                      |
| 10 | アンス＝オー＝パン                                       | Anse-aux-Pins                       | 2.5        | 4,304               | 東マヘ                      |
| 11 | オー・カップ                                             | Au Cap                              | 8.3        | 4,382               | 東マヘ                      |
| 12 | アンス・ロイヤル                                         | Anse Royale                         | 7.2        | 4,741               | 南マヘ                      |
| 13 | タカマカ                                                 | Takamaka                            | 14.2       | 2,896               | 南マヘ                      |
| 14 | ベ・ラザール                                             | Baie Lazare                         | 12.1       | 4,015               | 南マヘ                      |
| 15 | アンス・ボワロー                                         | Anse Boileau                        | 12.0       | 4,159               | 西マヘ                      |
| 16 | グラン・アンス・マーヘ                                   | Grand'Anse Mahé                     | 15.6       | 3,626               | 西マヘ                      |
| 17 | プレザンス                                               | Plaisance                           | 3.4        | 4,039               | 中央マヘ                    |
| 18 | ポール・グロー                                           | Port Glaund                         | 25.2       | 3,132               | 西マヘ                      |
| 19 | ベル・オンブ                                             | Bel Ombre                           | 9.4        | 4,061               | 西マヘ                      |
| 20 | サン・ルイ                                               | Saint Louis                         | 1.4        | 3,293               | 中央マヘ                    |
| 21 | モン・バクストン                                         | Mont Buxton                         | 1.2        | 3,220               | 中央マヘ                    |
| 22 | ボー・ヴァロン                                           | Beau Vallon                         | 4.5        | 4,085               | 北マヘ                      |
| 23 | ラ・ディーグ島およびインナー諸島                         | La Digue and Inner Islands          | 41.8       | 2,973               | ラ・ディーグ島 インナー諸島 |
| 24 | グランド・アンセ・プラスリン                             | Grand'Anse Praslin                  | 15.4       | 3,939               | プララン島                  |
| 25 | バイエ・セント・アンセ                                   | Baie Sainte Anne                    | 25.8       | 4,863               | プララン島                  |
| 26 | アウター諸島                                             | Outer Islands                       | 211.8      | 583                 | アウター諸島                |
| -  | 第一パーシヴィアランス島                                 | Île Persévérance I                  | 0.9        | 4,660               | パーシヴィアランス島        |
| -  | 第二パーシヴィアランス島                                 | Île Persévérance II                 | 0.9        | 4,660               | パーシヴィアランス島        |

## 変遷
1938年まで -
5つの地区が存在した。
- 中央マヘ（Central Mahé）
- 北マヘ（North Mahé）
- 離島（Outlying Islands）
- プララン（Praslin）
- 南マヘ（South Mahé）

1947年
1947年に行われた国勢調査では以下の地区に分けられていた。
- ラ・ディーグ（La Digue） - 1,412人
- マヘ北（Mahé North） - 22,206人
- マヘ南（Mahé South） - 5,991人
- その他（All others） - 2,130人
- プララン（Praslin） - 2,893人

1977年
1977年の国勢調査では以下の5地区となっていた。
| 地区                          | 人口 （1977年国勢調査） | 面積 （km2） |
| ----------------------------- | ----------------------- | ------------ |
| ラ・ディーグ（La Digue）      | 1,900                   | 14           |
| マヘ（Mahé）                  | 54,600                  | 154          |
| アウター諸島（Outer islands） | 700                     | 215          |
| プララン（Praslin）           | 4,300                   | 45           |
| シルエット（Silhouette）      | 400                     | 16           |

1979年
1979年、セーシェルは23地区に再編された。なお、インナー諸島とアウター諸島については割り当てがされなかったと思われる。
| 地区                                                  | ISO コード |
| ----------------------------------------------------- | ---------- |
| アンス・オー・パン（Anse aux Pins）                   | 01         |
| アンス・ボワロー（Anse Boileau）                      | 02         |
| アンス・エトワール（Anse Étoile）                     | 03         |
| アンス・ルイ（Anse Louis）                            | 04         |
| アンス・ロイヤル（Anse Royale）                       | 05         |
| ベ・ラザール（Baie Lazare）                           | 06         |
| バイエ・サント・アンス（Baie Sainte Anne）            | 07         |
| ボー・ヴァロン（Beau Vallon）                         | 08         |
| ベル・エール（Bel Air）                               | 09         |
| ベル・オンブル（Bel Ombre）                           | 10         |
| カスカード（Cascade）                                 | 11         |
| グラシ（Glacis）                                      | 12         |
| グラン・アンス（マーヘ）（Grand' Anse (Mahé)）        | 13         |
| グラン・アンス（プララン）（Grand' Anse (Praslin)）   | 14         |
| ラ・ディーグ（La Digue）                              | 15         |
| ラ・リヴィエール・アングレーズ（La Rivière Anglaise） | 16         |
| モン・バクストン（Mont Buxton）                       | 17         |
| モン・フルリー（Mont Fleuri）                         | 18         |
| プレザンス（Plaisance）                               | 19         |
| ポワント・ラ・リュ（Pointe la Rue）                   | 20         |
| ポール・グロー（Port Glaud）                          | 21         |
| サン・ルイ（Saint Louis）                             | 22         |
| タカマカ（Takamaka）                                  | 23         |

1998年
1998年にアンス・ルイはオー・カップに改名し、レス・マメールとロッシュ・カイマンが新たに設置された。「The Virtual Seychelles」のウェブサイトによれば3つすべてが埋め立て地であるとされているが、地図上ではオー・カップは旧アンス・ルイ地区を含んでいる。また、連邦情報処理標準（FIPS）ではアンス・ルイが3地区に分割されたとしているが、確かな情報ではないとされている。